# پر لاگرکویست
پَر فابیان لاگِرکْویست (سوئدی: Pär Fabian Lagerkvist)، شاعر و نویسندهٔ سوئدی بود که در سال ۱۹۵۱ برندهٔ جایزهٔ نوبل ادبیات شد. لاگرکویست در آثارش بیشتر با مسائل سیاسی و اجتماعی و عقیدتی مانند مسئله خوب و شر در وجود انسان درگیر بود.